# Cliffs of Gloom
Die Cliffs of Gloom (englisch für Kliffs der Finsternis) sind bis zu 200 m hohe Felsenkliffs an der Südküste von King George Island im Archipel der Südlichen Shetlandinseln. Auf der Südseite der Krakau-Halbinsel erstrecken sie sich zwischen den Syrezol Rocks und dem Martins Head.
Das UK Antarctic Place-Names Committee benannte sie 1998 nach dem Umstand, dass die nach Süden ausgerichteten Kliffs ständig beschattet sind.